# Кливленд (вулкан)
Кли́вленд — действующий вулкан на Аляске, Северная Америка, находится на острове Чугинадак.
При высоте в 1730 м Кливленд является одним из самых активных вулканов на Алеутских островах.

## Активность
Зарегистрировано множество зарегистрированных извержений на протяжении XIX и XX веков, а также есть несколько сообщений о вулканической деятельности в этом районе в течение XVIII века. Последнее извержение произошло 30 декабря 2011 года, вулкан выбросил пепел на 4,5 километра.